# Река Уойе
«Река Уойе» (англ. Woyie River) — девятый по величине алмаз в мире (после «Куллинана», алмаза «Наш свет» массой 1111 карат, найденного в 2015 году, «Эксельсиора», «Звезды Сьерра-Леоне», «Великого Могола» и др.). Также этот драгоценный камень зовется «Алмаз Победы», потому что был  найден в Западной Африке в 1945 году — в год победы над фашистской Германией.
Изначальная масса алмаза «Река Уойе» — 770 карат. Алмаз был расколот, и из его частей было получено 30 бриллиантов, масса самого крупного из них составляет 31,35 карат.